# Philip Sansom

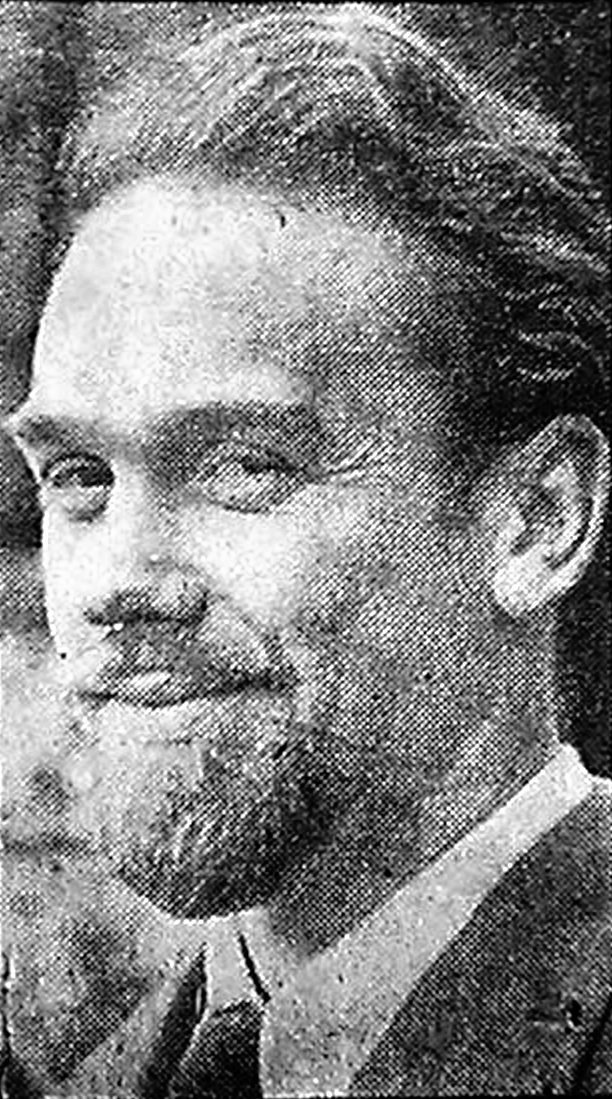
Philip Sansom

Philip Richard Sansom (geb. 19. September 1916; gest. 24. Oktober 1999) war ein britischer Aktivist und Schriftsteller, der sich vor allem mit anarchistischen Themen befasste.

## Leben
Seit 1943 verfasste Sansom Artikel für die Zeitung War Commentary (diese wurde in 1945 umbenannt zu Freedom), die zu den ältesten anarchistischen Zeitungen zählt. 1944 wurde er zu einem der Redakteure der Zeitung. Seine Publikationen befassten sich mit klassischen anarchistischen Themen, sozialer Gerechtigkeit und politischer Kritik.
1945 wurden Sansom und die anderen Redakteure von Freedom (Vernon Richards, Marie Louise Berneri und John Hewetson) wegen Verbreitung von Volksverhetzung angeklagt. Sansom wurde schuldig gesprochen und zu neun Jahren Haft verurteilt. Nach seiner Freilassung wurde er 1946 zur Wehrpflicht einberufen, die er jedoch verweigerte. Daraufhin wurde er zu einer weiteren sechsmonatigen Haftstrafe verurteilt. In einer seiner Publikationen, Anarchists against the Army, beschreibt er den Hintergrund zu seinen Prozess und den Verurteilungen.
Auch nach dem Zweiten Weltkrieg war Sansom politisch aktiv. Aufgrund der Hinrichtung von Derek Bentley im Jahr 1953, welcher für einen Mord, den er nicht begangen hatte, getötet wurde, organisierte Sansom eine Kampagne gegen die Todesstrafe. Es folgten zwei große Konferenzen, von denen die zweite, League Against Capital Punishment, die Grundlage für eine nationale Kampagne zur Abschaffung der Todesstrafe im Vereinigten Königreich bildete. Aus Protest organisierte Sansom 1964 Treffen gegen die Inhaftierung von Stuart Christie, einem schottischen Anarchisten. Das führte zur Gründung des Christie Carballo Defence Commitee, welches so lange Lobbyarbeit betrieb, bis dieser freigelassen wurde.
Sansom starb 1999 im Alter von 83 Jahren.